# British Independent Film Awards 1998
Die erste Verleihung der British Independent Film Awards 1998 fand am 29. Oktober 1998 im Royal Café in London vor 400 Gästen statt. Die Veranstaltung wurde von Keith Allen moderiert.
Erfolgreichster Film dieser Award-Premiere war Mein Name ist Joe von Regisseur Ken Loach mit insgesamt drei Auszeichnungen (Bester Film, Beste Regie, Bestes Drehbuch) und zwei weiteren Nominierungen. Ken Loach wurde darüber hinaus für sein Lebenswerk geehrt.

## Jury
- Bobby Allen
- Mark Shivas, Produzent
- Wendy Palmer
- Martin Myers
- Kay Mellor
- Steve Kenis
- Kirk Jones, Agent
- Lora Fox Gamble, Produzentin
- Grace Carley
- Tim Bevan
- Paul Webster

## Nominierungen und Preise
| Preis                                                   | Originalbezeichnung                                          | Nominierungen | Preisträger                         |
| ------------------------------------------------------- | ------------------------------------------------------------ | --- | ----------------------------------- |
| Bester britischer Independentfilm                       | Best British Independent Film                                | - Elizabeth - Lock, Stock and Two Smoking Barrels - My Name Is Joe - Nil by Mouth - Twentyfour Seven | My Name Is Joe                      |
| Bester englischsprachiger ausländischer Independentfilm | Best Foreign Independent Film - English Language             | - Boogie Nights - Broken Vessels - Chasing Amy - Left Luggage - The Castle | Boogie Nights                       |
| Bester fremdsprachiger ausländischer Independentfilm    | Best Foreign Independent Film - Foreign Language             | - Airbag - Lügen der Liebe - Live Flesh - Marquise - Men With Guns | Lügen der Liebe                     |
| Bester Schauspieler                                     | Best Performance by an Actor in a British Independent Film   | - David Thewlis in Starkey - John Hurt in Leben und Tod auf Long Island (Love and Death on Long Island) - Peter Mullan in Mein Name ist Joe - Ray Winstone in Nil by Mouth - Jonathan Pryce in Regeneration | Ray Winstone                        |
| Beste Schauspielerin                                    | Best Performance by an Actress in a British Independent Film | - Louise Goodall in My Name Is Joe - Rachel Griffiths in My Son the Fanatic - Kathy Burke in Nil by Mouth - Emma Thompson in The Winter Guest - Samantha Morton in Under the Skin                           | Kathy Burke                         |
| Beste Regie                                             | Best Director of a British Independent Film                  | - Guy Ritchie für Lock, Stock and Two Smoking Barrels - Ken Loach für My Name Is Joe - Gary Oldman für Nil by Mouth - Gillies MacKinnon für Regeneration - Carine Adler für Under the Skin                  | Ken Loach                           |
| Douglas Hickox Award                                    | The Douglas Hickox Award                                     | - Guy Ritchie für Lock, Stock and Two Smoking Barrels - Peter Mullan für Orphans - Andrew Piddington für The Fall - Shane Meadows für Twentyfour Seven - Genevieve Joliffe für Urban Ghost Story            | Shane Meadows                       |
| Bester Newcomer                                         | Most Promising Newcomer                                      | - Enda Hughes in Flying Saucer Rock and Roll - James Breese in My Funny Valentine - Laila Morse in Nil by Mouth - Jim Pilkington in Pocket - Simon Rumley in Strong Language                                | Laila Morse                         |
| Bestes Drehbuch                                         | Best Screenplay                                              | - Guy Ritchie für Lock, Stock and Two Smoking Barrels - Paul Laverty für My Name Is Joe - Hanif Kureishi für My Son the Fanatic - Gary Oldman für Nil by Mouth - Peter Mullan für Orphans                   | Paul Laverty                        |
| Beste Produktion                                        | Best Achievement In Production                               | - Lock, Stock and Two Smoking Barrels - Razor Blade Smile - Regeneration - Strong Language - Urban Ghost Story                                                                                              | Lock, Stock and Two Smoking Barrels |

Weitere Preise
- Produzentin des Jahres: Philippa Braithewaite
- Auszeichnung für das Lebenswerk: Ken Loach
- Spezialpreis der Jury: Nik Powell